# Complexe de faisceaux
Un complexe de faisceaux {\displaystyle (K^{*},d^{*})} sur un espace topologique X est une suite {\displaystyle (K^{n})} de faisceaux de groupes sur X et une suite longue de morphismes de faisceaux :
{\displaystyle \dots \rightarrow K^{n-1}\rightarrow ^{d}K^{n}\rightarrow ^{d}K^{n+1}\rightarrow \dots }
telle que {\displaystyle d^{n}\circ d^{n+1}=0}. Le faisceau cohomologique {\displaystyle H^{j}(K^{*},d^{*})} est le faisceau associé au préfaisceau quotient Ker {\displaystyle d^{j}} / Im {\displaystyle d^{j-1}}.
Un morphisme {\displaystyle \Psi :(K^{*},d^{*})\rightarrow (L^{*},d^{*})} de complexes de faisceaux est une suite {\displaystyle (\Psi ^{n}:K^{n}\rightarrow L^{n})} de morphismes de faisceaux de groupes telle que : {\displaystyle \Psi ^{n+1}d^{n}=d^{n}\Psi ^{n}}. Un tel morphisme induit un morphisme au niveau des faisceaux cohomologiques :
{\displaystyle \Psi _{*}:H^{j}(K^{*},d^{*})\rightarrow H^{j}(L^{*},d^{*})}